# Первышин, Николай Алексеевич
Николай Алексеевич Первышин (1890—1951) — русский офицер, герой Первой мировой войны, участник Белого движения.

## Биография
Из дворян Орловской губернии. Сын коллежского советника.
Воспитывался в 1-м и 2-м кадетских корпусах, однако курса не окончил. В 1909 году поступил на службу во 2-й Кавказский стрелковый батальон. В 1912 году отправился добровольцем в болгарскую армию, принимал участие в боевых действиях, был произведён в подпоручики болгарской службы. По возвращении в Россию, 30 декабря 1913 года был произведён из унтер-офицеров в прапорщики запаса армейской пехоты по Петербургскому уезду.
С началом Первой мировой войны был призван в 269-й пехотный Новоржевский полк. Произведён в подпоручики 20 апреля 1915 «за отличия в делах против неприятеля». Удостоен ордена Св. Георгия 4-й степени
За то, что командуя 7 сентября 1915 года батальоном, под сильным действительным ружейным, пулемётным и артиллерийским огнём, выбил штыковым ударом немцев из окопов, первым ворвался в м. Сморгонь, взял в плен 7 офицеров, 47 нижних чинов и пулемёт, чем содействовал успеху всего отряда.
Произведён в поручики 30 января 1916 года, в штабс-капитаны — 14 августа того же года.
В Гражданскую войну участвовал в Белом движении на Юге России, с 1919 года — в составе отдельного Винницкого дивизиона Вооружённых сил Юга России. Эвакуировался из Крыма на корабле «Лазарев». Полковник.
В эмиграции во Франции. Жил в Париже, работал на заводе Рено, затем был шофёром такси. Состоял членом Союза Георгиевских кавалеров и Общекадетского объединения. Оставил записки о Первой мировой войне, посмертно опубликованные в журнале «Военная быль». Умер в 1951 году. Похоронен на кладбище Сент-Женевьев-де-Буа.

## Семья
Был женат на Нине Николаевне Дорожкиной (1898—1982). Их сын Ростислав (1920—2017) — инженер путей сообщения, общественный деятель русской эмиграции, член Общества «Икона» и староста церкви Воскресения Христова в Мёдоне.

## Награды
- Орден Святого Станислава 3-й ст. с мечами и бантом (ВП 23.03.1915)
- Орден Святого Георгия 4-й ст. (ВП 21.09.1915)
- Орден Святой Анны 3-й ст. с мечами и бантом (ВП 4.07.1916)
- Орден Святой Анны 2-й ст. с мечами (ВП 1.01.1917)